# Велоспорт на Играх доброй воли 1994
Соревнования по велоспорту в рамках Игр доброй воли 1994 года включали только шоссейные гонки. Они прошли в Санкт-Петербурге (Россия) 30 и 31 июля. Было разыграно 2 комплекта медалей — по одному среди мужчин и женщин.
Мужчины соревновались в групповой гонке протяжённостью 125 км. Женщины в критериуме состоявшем из 20 кругов по 2,2 км, призёры в котором определялись по сумме набранных очков на промежуточных финишах. Старт и финиш обоих гонок располагался на Дворцовой площади.

## Медалисты

### Мужчины
| Дисциплина              | Золото                   | Серебро                      | Бронза                 |
| ----------------------- | ------------------------ | ---------------------------- | ---------------------- |
| Групповая гонка, 125 км | Вячеслав Джаванян Россия | Дэвид Уильямс Великобритания | Игорь Духоненко Россия |

### Женщины
| Дисциплина       | Золото              | Серебро                    | Бронза         |
| ---------------- | ------------------- | -------------------------- | -------------- |
| Критериум, 44 км | Брук Блэквелдер США | Карен Ливингстон-Блисс США | Карен Данн США |

## Медальный зачёт
*   Принимающая страна (Россия)
| Место          | Страна         | Золото | Серебро | Бронза | Всего |
| -------------- | -------------- | ------ | ------- | ------ | ----- |
| 1              | США            | 1      | 1       | 1      | 3     |
| 2              | Россия*        | 1      | 0       | 1      | 2     |
| 3              | Великобритания | 0      | 1       | 0      | 1     |
| Всего стран: 3 | Всего стран: 3 | 2      | 2       | 2      | 6     |